# 司馬整
司馬整（？—？），字孔修，河内郡温县（今河南省焦作市温县）人，太宰、安平王司马孚之孙，太尉、义阳王司馬望第三子，西晉宗室、官员。

## 生平
司马整在曹魏先后出任郎中、中郎、议郎、谏议大夫、骑都尉、给事中，转任治书侍御史，咸熙二年（265年）出任南乡郡太守，加宣威将军。后来司马整的大哥义阳王世子司马弈去世，朝廷派遣谒者前往南乡郡册拜司马整为义阳王世子，司马整拿着符节四次辞让，将继承的权利让给司马弈的儿子。西晋泰始三年（267年），使者奉诏令册拜司马整南中郎将、南阳郡太守，封清泉侯。司马整也在父亲司马望之前去世，被追赠冠军将军，晋武帝司马炎以义阳国一县追封司马整为随县王，谥号穆，他的儿子司马迈继承爵位。

## 兄弟
- 司马弈，西晋义阳王世子
- 司马洪，西晋河间平王
- 司马楙，西晋光禄大夫、竟陵王

## 延伸阅读
[在维基数据编辑]
 《晉書·卷037》，出自房玄齡《晉書》